# Sistema di numerazione romano

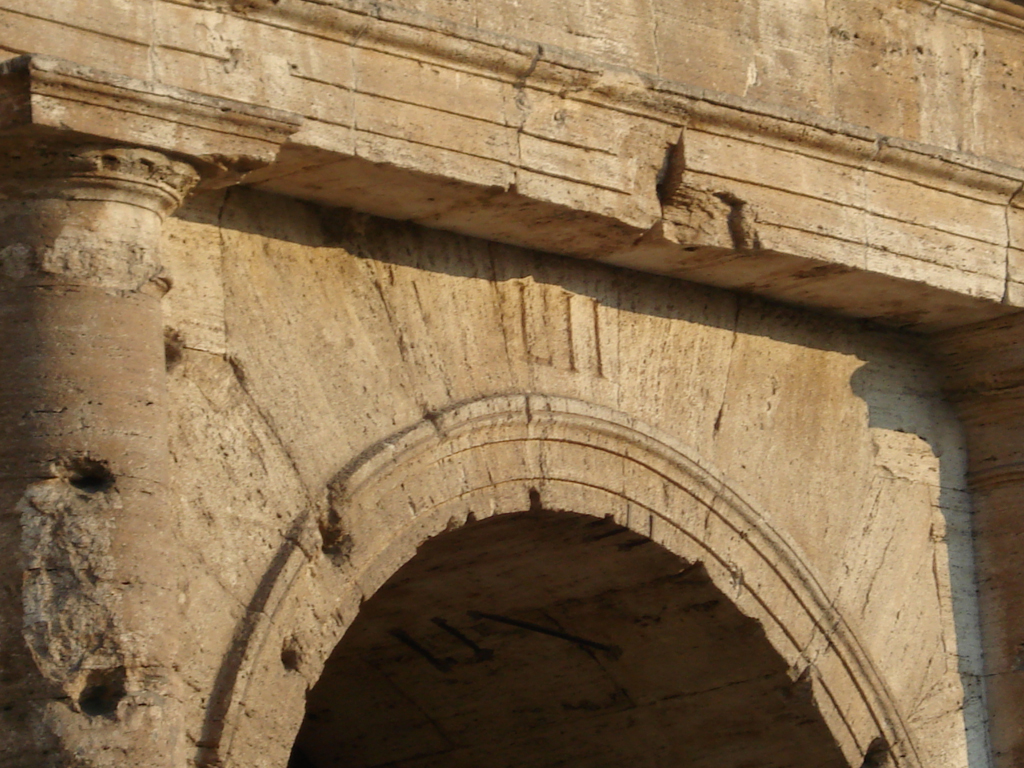
L'ingresso alla sezione 52 (LII) del Colosseo

Il sistema di numerazione romano è un sistema di numerazione additivo/sottrattivo per cui a ogni simbolo letterale è associato un valore: il numero rappresentato è dato dalla somma o dalla differenza dei valori di ogni simbolo che lo costituisce

## Simboli base
I numeri romani sono sequenze di simboli, ciascuno dei quali identifica un numero, come riportato nella seguente tabella di corrispondenza con il sistema numerico decimale (con indicazione della codifica Unicode dei simboli). Si noti che non è presente un simbolo per esprimere lo zero.
| Arabi | Romani    | Romani  | Romani    | Romani  |
| Arabi | Maiuscolo | Unicode | Minuscolo | Unicode |
| ----- | --------- | ------- | --------- | ------- |
| 1     | Ⅰ         | 2160    | ⅰ         | 2170    |
| 5     | Ⅴ         | 2164    | ⅴ         | 2174    |
| 10    | Ⅹ         | 2169    | ⅹ         | 2179    |
| 50    | Ⅼ         | 216C    | ⅼ         | 217C    |
| 100   | Ⅽ         | 216D    | ⅽ         | 217D    |
| 500   | Ⅾ         | 216E    | ⅾ         | 217E    |
| 1 000 | Ⅿ         | 216F    | ⅿ         | 217F    |

Alcuni simboli avevano versioni alternative (alcuni riportati nella seguente tabella) ed erano in uso anche altre lettere dell'alfabeto latino con significati specifici, ma con un uso limitato.
| ↆ | (T capovolta) | 50      | A     | 500 | O | 11  |
| ↀ | ⅭⅠↃ           | 1 000   | B     | 300 | P | 400 |
| ↁ | ⅠↃↃ           | 5 000   | E     | 250 | Q | 500 |
| ↂ | ⅭⅭⅠↃↃ         | 10 000  | F     | 40  | R | 80  |
| ↇ | ⅠↃↃↃ          | 50 000  | G     | 400 | S | 70  |
| ↈ | ⅭⅭⅭⅠↃↃↃ       | 100 000 | H     | 200 | T | 160 |
|   |               |         | K     | 151 | Y | 150 |
| N | 90            | Z       | 2 000 |     |   |     |

## Suffissi per i multipli
Il sistema romano faceva uso di suffissi a cornice per indicare i multipli notevoli.
- Sopralineando o sottolineando una lettera, il suo valore originale risultava moltiplicato per 1 000 (eccettuate le lettere A e B che venivano moltiplicate solo per 10),[2] in modo analogo all'uso di prefissi nel Sistema internazionale di unità di misura. Gli antichi romani non avevano una parola specifica né per i milioni né per i miliardi e la loro massima espressione lessicale numerica erano le migliaia; ad esempio il numero 1 000 000 era indicato come «mille migliaia».
- Bordando una lettera con due linee verticali ai fianchi e una linea orizzontale soprastante, il suo valore originale era moltiplicato per 100 000.[2]
- Bordando con due linee orizzontali soprastanti, il valore originale veniva moltiplicato per 1 000 000.[2]

| Ⅰ | 1 000     | Ⅰ | 100 000     | Ⅰ | 1 000 000     |
| Ⅴ | 5 000     | Ⅴ | 500 000     | Ⅴ | 5 000 000     |
| Ⅹ | 10 000    | Ⅹ | 1 000 000   | Ⅹ | 10 000 000    |
| Ⅼ | 50 000    | Ⅼ | 5 000 000   | Ⅼ | 50 000 000    |
| Ⅽ | 100 000   | Ⅽ | 10 000 000  | Ⅽ | 100 000 000   |
| Ⅾ | 500 000   | Ⅾ | 50 000 000  | Ⅾ | 500 000 000   |
| Ⅿ | 1 000 000 | Ⅿ | 100 000 000 | Ⅿ | 1 000 000 000 |

## Regole

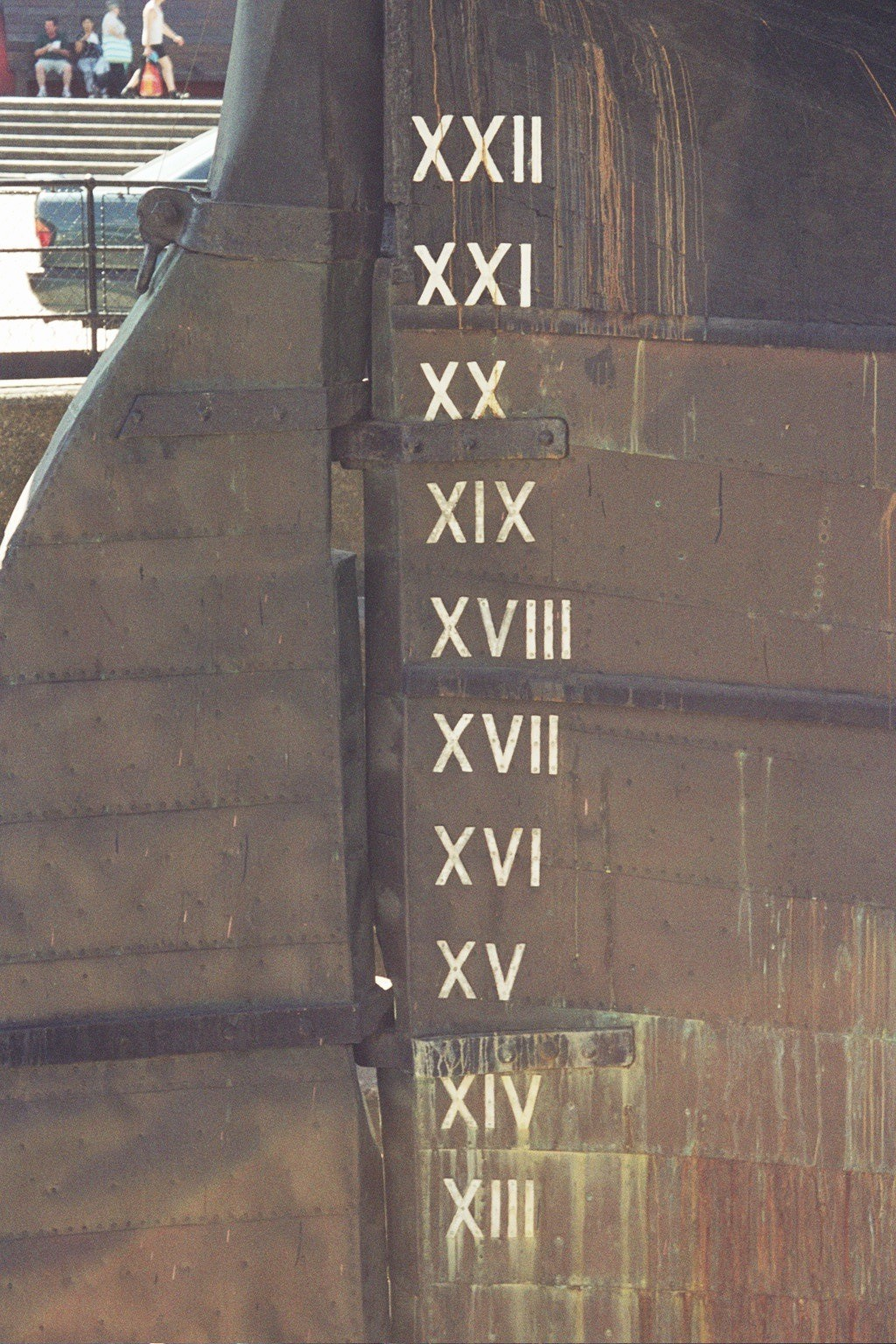
Sul Cutty Sark, numeri romani scritti in ordine decrescente, dal 22 (XXII) al 13 (XIII), indicano il pescaggio della nave.

Per ottenere gli altri interi esprimibili bisogna combinare tra loro, cioè giustapporre, questi simboli in modo da ottenere stringhe che rispettano le regole seguenti.
- All'interno di un numero romano i simboli I, X, C e M possono essere ripetuti consecutivamente, di norma, al massimo tre volte, mentre i simboli V, L e D non possono essere mai inseriti più di una volta consecutiva. Esistono, però, anche forme con quattro simboli, come ad esempio il quattro IIII, che viene riportato in alcune epigrafi antiche del Lazio (come ad esempio nei 76 degli 80 ingressi del Colosseo destinati al pubblico) e dell'Etruria (soprattutto) ed in altre zone. Va comunque sottolineato che alcune epigrafi ritrovate a Pompei presentano il quattro nella forma medievale IV.
- Una sequenza (ovvero una stringa) di simboli che non presenta mai valori crescenti denota l'intero ottenuto sommando i valori dei simboli indicati (principio di sommazione per giustapposizione); esempi II = 2, XI = 11, XVIII = 18, CXV = 115, DLII = 552, MMXVIII = 2018.
- Quando si incontra un simbolo seguito da un secondo simbolo di valore maggiore si ha come risultato la differenza tra i due (principio di differenza); esempi: IV = 4, IX = 9, XL = 40, XC = 90, CD = 400, CM = 900.
- Sono accettabili anche stringhe formate da coppie del tipo precedente e simboli, purché si passi da una coppia a una coppia di valore inferiore, da un simbolo a una coppia di simboli entrambi inferiori e da una coppia a un simbolo inferiore di entrambi i membri della coppia.
- Solo I, X e C possono essere usati in senso sottrattivo.

Queste regole fanno sì che certi numeri si possano esprimere in più di un modo: per questi casi è preferibile la scrittura più concisa.
Si individuano quindi i seguenti insiemi di numeri successivi
- (a) 
  - 1 = I
  - 2 = II
  - 3 = III
  - 4 = IV
  - 5 = V
  - 6 = VI
  - 7 = VII
  - 8 = VIII
  - 9 = IX
- (b) comprende X e le stringhe ottenute facendo seguire a X una stringa dell'insieme (a), ovvero le stringhe ottenute giustapponendo X e una stringa di (a09): 
  - 10 = X
  - 11 = XI
  - 12 = XII
  - 13 = XIII
  - 14 = XIV
  - 15 = XV
  - 16 = XVI
  - 17 = XVII
  - 18 = XVIII
  - 19 = XIX
- (c) numeri tra 20 e 29: giustapposizioni di X e una stringa di (b)
- (d) numeri tra 30 e 39: giustapposizioni di X e una stringa di (c)
- (e) numeri tra 40 e 49: giustapposizioni di XL e una stringa di (a);
- (f) numeri tra 50 e 59: giustapposizioni di L e una stringa di (a).
- (g) numeri tra 60 e 89: giustapposizioni di L e una stringa di (b), (c) o (d)
- (h) numeri tra 90 e 99: giustapposizioni di XC con una stringa di (a);
- (i) numeri tra 100 e 199: giustapposizioni di C e una stringa di (a), (b), (c), (d), (e), (f), (g) o (h).
- (l) numeri tra 200 e 299: giustapposizioni di C e una stringa di (i)
- (m) numeri tra 300 e 399: giustapposizioni di C e una stringa di (l)
- (n) numeri tra 400 e 499: giustapposizioni di CD e una stringa di (a), (b), (c), (d), (e), (f), (g) o (h).
- (o) numeri tra 500 e 599: giustapposizioni di D e una stringa di (a), (b), (c), (d), (e), (f), (g) o (h).
- (p) numeri tra 600 e 899: giustapposizioni di D e una stringa di (i), (l) o (m).
- (s) numeri tra 900 e 999: giustapposizioni di CM e una stringa di (a), (b), (c), (d), (e), (f), (g) o (h).
- (t) numeri tra 1 000 e 1 999: giustapposizioni di M con una stringa di (a), (b), (c), (d), (e), (f), (g), (h), (i), (l), (m), (n), (o), (p) e (s).
- (u) numeri tra 2 000 e 2 999: giustapposizioni di M con una stringa di (t).
- (v) numeri tra 3 000 e 3 999: giustapposizioni di M con una stringa di (u).

Questi numeri attualmente sono utilizzati per indicare gli ordinali di entità che fanno parte di sequenze con qualche decina di componenti (pagine, secoli, mesi, ore, regnanti, papi, membri di altre dinastie, ...).
Essi sono inoltre utilizzati per indicare anni, soprattutto nelle epigrafi.
- A volte, in alcuni orologi che indicano le ore con numeri romani, il numero indicante le ore 4 è riportato graficamente con il segno IIII anziché IV, seguendo quindi la grafia della Roma antica e non quella medioevale, tuttora utilizzata. L'usanza nasce da un motivo pratico: i primi costruttori di orologi pubblici erano infatti in grado di fondere i simboli necessari all'allestimento del quadrante usando per quattro volte uno stampo con una X, una V e cinque I, mentre se avessero usato la notazione IV avrebbero dovuto usare un unico stampo più complesso con diciassette I, cinque V e quattro X.
- In certe iscrizioni di date nei palazzi d'epoca è talora riscontrabile la scrittura del numero D (500) per mezzo di I seguito da C in versione specchiata (Ɔ). Analogamente, M (1 000) è formata a volte da C e I, seguiti da una C specchiata, simile alla M della scrittura onciale (CIƆ). Ciò è dovuto al fatto che originariamente i numeri romani erano così costruiti, come si può vedere analizzando la grafia dei numeri stessi:
  - I = 1
  - X = 10
  - C = 100
  - M = 1 000 disegnata come CIƆ
  - V = 5 è la metà di una X tagliata trasversalmente
  - L = 50 è la metà di una C tagliata trasversalmente
  - D = 500 disegnata anche come IƆ, è praticamente il 1 000 di cui sopra tagliato a metà in senso longitudinale.

### Casi particolari

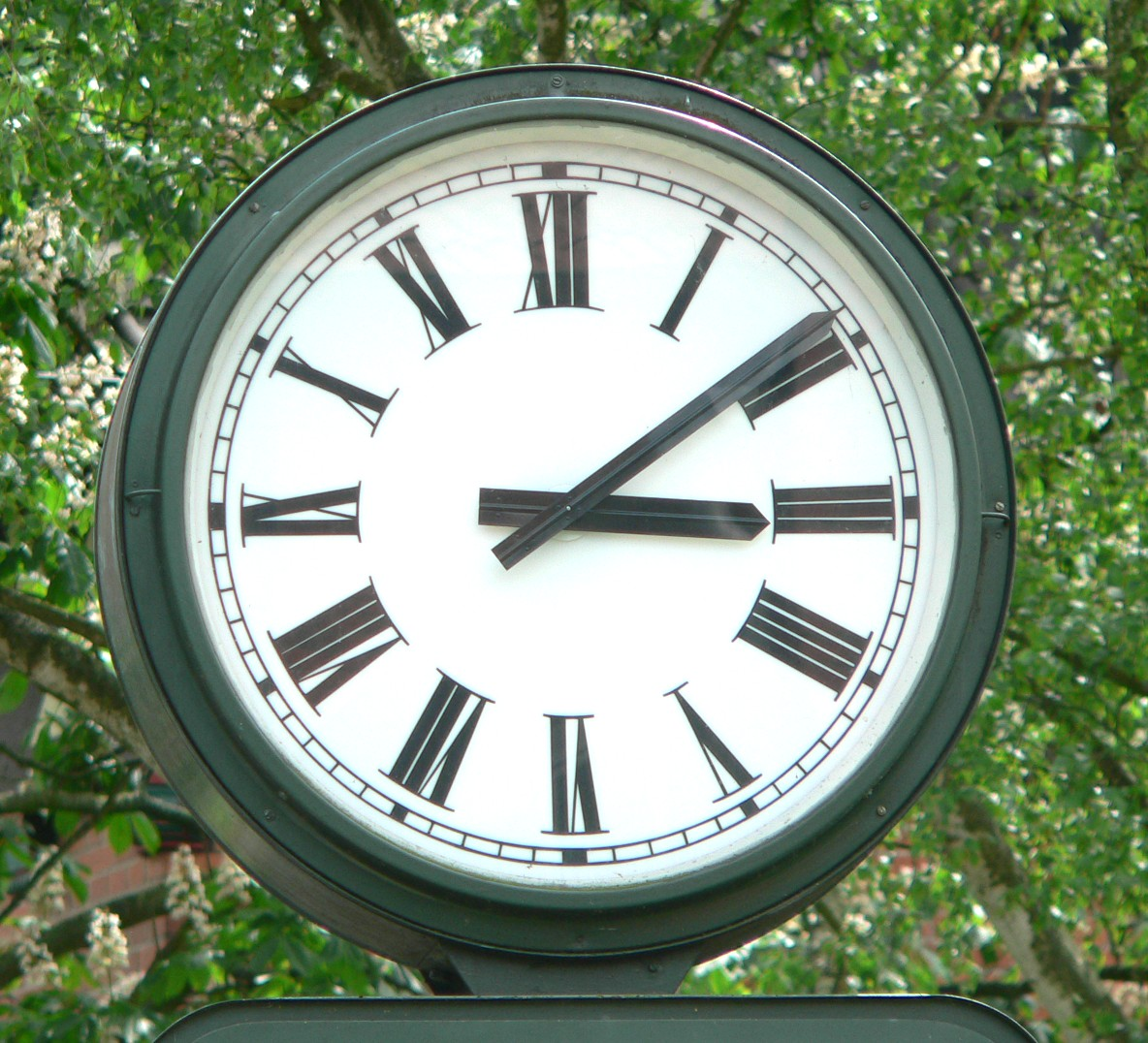
Tipico orologio a numerazione romana

Sebbene la forma "standard", come è stata descritta, sia universalmente accettata per convenzione, a Roma, e soprattutto nel medioevo e in tempi moderni, si diffusero alcune alternative.
Alcune iscrizioni romane, in special modo in contesti formali, sembrano mostrare una preferenza per le forme IIII e VIIII, anziché IV (= 4) e IX (= 9). Entrambe le rappresentazioni appaiono in documenti precedenti al 476 d.C., ossia dell'età della caduta dell'Impero romano d'Occidente, e talvolta le varianti sono state ritrovate nel medesimo documento. Oltre a queste, sono state ritrovate, con minor frequenza, anche altre varianti: XIIX o IIXX anziché XVIII (= 18); IIIII al posto di V (= 5); IIIIII anziché VI (= 6); XXXXX al posto di L (= 50); XXXXXX anziché LX (= 60).
Tali forme alternative sono proseguite durante tutto il medioevo ed alcune anche in epoca moderna, dove sono diventate convenzioni in certi ambiti. Gli orologi che utilizzano numeri romani mostrano normalmente la forma IIII anziché IV, ma mantengono la forma IX per segnare le 9; pratica a cui si rifanno antichissimi orologi, come quello della cattedrale di Wells che risale alla fine del XIV secolo. L'utilizzo di IIII non è tuttavia capillare, il Big Ben ad esempio ha IV.

## Operazioni
I numeri romani possono essere considerati scritture eleganti, ma sono sostanzialmente inutilizzabili per i calcoli. Il calcolo vero e proprio veniva svolto da uno strumento esteriore come l'abaco.
Ad ogni modo, è probabile che il principio sottrattivo abbia facilitato l'invenzione dell'algebra e anche quella della cronometria (es. "le cinque meno un quarto").

## Dodicesimi dell'unità
Nonostante per i numeri interi i latini utilizzassero un sistema additivo sostanzialmente in base decimale, quando essi iniziarono a pensare ai non interi nacquero nomi per le frazioni in base dodici.
Ciò è probabilmente dovuto al semplice fatto che si inizia logicamente a dividere dapprima un oggetto a metà, in tre parti e in quattro, dopodiché si arriva al concetto di dodicesima parte dividendo un quarto dell'originale in tre parti o un terzo in quattro parti (dodici è semplicemente il minimo comune multiplo dei primi quattro numeri, come il babilonese sessanta è il minimo comune multiplo dei primi cinque). 
Ciascun dodicesimo aveva un nome proprio (come i numeri naturali), che parallelamente veniva usato anche per indicare la moneta del valore corrispondente: il termine uncia (da cui oncia), ad esempio, indicava anche la moneta da un dodicesimo di asse.
Per poter scrivere le frazioni, i Romani si avvalevano di un semplice quanto efficace sistema di "puntini": l'eventuale lettera S (da semis, metà) indicava il valore di un mezzo, a cui poi seguivano tanti punti quanti erano i dodicesimi da aggiungere. Ecco la lista delle principali frazioni:
| Frazione | Semplificata | Notazione     | Nome/i                    | Origine                 | Significato                          |
| -------- | ------------ | ------------- | ------------------------- | ----------------------- | ------------------------------------ |
| 1/12     | 1/12         | •             | Uncia                     | unus                    | Un [dodicesimo]                      |
| 2/12     | 1/6          | •• (o :)      | Sextans                   | sexta pars              | La sesta parte                       |
| 3/12     | 1/4          | ••• (o ∴)     | Quadrans                  | quarta pars             | La quarta parte                      |
| 4/12     | 1/3          | •••• (o ::)   | Triens                    | tertia pars             | La terza parte                       |
| 5/12     | 5/12         | ••••• (o ⁙)   | Quincunx                  | quinque unciae          | Cinque dodicesimi                    |
| 6/12     | 1/2          | S             | Semis                     | semis                   | Metà                                 |
| 7/12     | 7/12         | S•            | Septunx                   | septem unciae           | Sette dodicesimi                     |
| 8/12     | 2/3          | S•• (o S:)    | Bes                       | bis                     | Il doppio [di un terzo]              |
| 9/12     | 3/4          | S••• (o S∴)   | Dodrans Nonuncium         | de quadrans nona uncia  | Un quarto in meno Il nono dodicesimo |
| 10/12    | 5/6          | S•••• (o S::) | Dextans Decunx            | de sextans decem unciae | Un sesto in meno Dieci dodicesimi    |
| 11/12    | 11/12        | S••••• (o S⁙) | Deunx                     | de uncia                | Un dodicesimo in meno                |
| 12/12    | 1            | I 𐆚           | Unus (numero) As (moneta) | unus as                 | Uno, l'unità L'asse, moneta romana   |

La disposizione dei puntini, inizialmente lineare, iniziò ben presto ad essere contratta nelle forme qui riportate tra parentesi, tranne che nelle iscrizioni sulle monete. Da ciò nacque quella che è ancora oggi definita disposizione a quinconce, nota per essere presente sui dadi da gioco. Altre parole moderne derivanti da questa lista sono oncia, sestante e quadrante. Oltre a queste dodici frazioni "principali", esistevano anche queste altre meno comuni:
| Frazione | Unciae | Notazione | Nome/i                | Origine           | Significato           |
| -------- | ------ | --------- | --------------------- | ----------------- | --------------------- |
| 1/8      | 3/2    | 𐆒•        | Sescuncia             | sesqui- uncia     | Un dodicesimo e mezzo |
| 1/24     | 1/2    | 𐆒         | Semuncia              | semi- uncia       | Mezzo dodicesimo      |
| 1/36     | 1/3    | ƧƧ        | Binae Sextulae Duella | bis duo           | Due sextulae          |
| 1/48     | 1/4    | Ɔ         | Sicilicus             | sicilis           | "Piccola falce"       |
| 1/72     | 1/6    | Ƨ         | Sextula               | sextus            | "Piccolo sesto"       |
| 1/144    | 1/12   | 𐆔         | Dimidia Sextula       | dimidius          | Mezza sextula         |
| 1/288    | 1/24   | ℈         | Scripulum             | scrupus           | "Piccolo sasso"       |
| 1/1 728  | 1/144  | 𐆕         | Siliqua               | Ceratonia siliqua | [Seme di] carrubo     |

## Tavola di conversione
| arabi     | romani   | numero cardinale             |
| --------- | -------- | ---------------------------- |
| 1         | I        | unus, una, unum              |
| 2         | II       | duo, duae, duo               |
| 3         | III      | tres, tria                   |
| 4         | IV       | quattuor                     |
| 5         | V        | quinque                      |
| 6         | VI       | sex                          |
| 7         | VII      | septem                       |
| 8         | VIII     | octo                         |
| 9         | IX       | novem                        |
| 10        | X        | decem                        |
| 11        | XI       | undecim                      |
| 11        | O (raro) | undecim                      |
| 12        | XII      | duodecim                     |
| 13        | XIII     | tredecim                     |
| 14        | XIV      | quattuordecim                |
| 15        | XV       | quindecim                    |
| 16        | XVI      | sedecim                      |
| 17        | XVII     | septemdecim                  |
| 18        | XVIII    | duodeviginti                 |
| 19        | XIX      | undeviginti                  |
| 20        | XX       | viginti                      |
| 21        | XXI      | unus et viginti viginti unus |
| 22        | XXII     | duo et viginti viginti duo   |
| 30        | XXX      | triginta                     |
| 40        | XL       | quadraginta                  |
| 40        | F (raro) | quadraginta                  |
| 50        | L        | quinquaginta                 |
| 50        | K (raro) | quinquaginta                 |
| 60        | LX       | sexaginta                    |
| 70        | LXX      | septuaginta                  |
| 70        | S (raro) | septuaginta                  |
| 80        | LXXX     | octoginta                    |
| 80        | R (raro) | octoginta                    |
| 90        | XC       | nonaginta                    |
| 90        | N (raro) | nonaginta                    |
| 100       | C        | centum                       |
| 150       | CL       | centum quinquaginta          |
| 150       | Y (raro) | centum quinquaginta          |
| 160       | CLX      | centum sexaginta             |
| 160       | T (raro) | centum sexaginta             |
| 200       | CC       | ducenti                      |
| 200       | H (raro) | ducenti                      |
| 250       | CCL      | ducenti quinquaginta         |
| 250       | E (raro) | ducenti quinquaginta         |
| 300       | CCC      | trecenti                     |
| 300       | B (raro) | trecenti                     |
| 400       | CD       | quadringenti                 |
| 400       | G (raro) | quadringenti                 |
| 400       | P (raro) | quadringenti                 |
| 500       | D        | quingenti                    |
| 500       | A (raro) | quingenti                    |
| 500       | Q (raro) | quingenti                    |
| 600       | DC       | sescenti                     |
| 700       | DCC      | septingenti                  |
| 800       | DCCC     | octingenti                   |
| 900       | CM       | nongenti                     |
| 1 000     | M        | mille                        |
| 2 000     | MM       | duo milia                    |
| 2 000     | Z (raro) | duo milia                    |
| 3 000     | MMM      | tria milia                   |
| 4 000     | MMMM     | quattuor milia               |
| 10 000    | X        | deciens mille                |
| 100 000   | C        | centiens mille               |
| 1 000 000 | X        | milliens mille               |

## Origini
I numeri romani ebbero origine dall'intaglio di tacche successive su legno o altri materiali per incisione. L'I è chiaramente una tacca, mentre V rappresenta probabilmente una mano aperta e X due mani aperte speculari.
In realtà non erano segni per fare operazioni ma semplici abbreviazioni per esprimere e ricordare numeri.
L'intaglio doveva affrontare il problema della percepibilità diretta a colpo d'occhio dei numeri fino a 4, per cui il 5 necessitava di un altro simbolo. Chiunque avesse contato avrebbe infatti riscontrato difficoltà percettive dopo la quarta tacca e sarebbe stato costretto a ricontare astrattamente.
Modificando l'aspetto della tacca per ogni multiplo di 5 e di 10, con uno sguardo sulla serie di tacche si tiene più facilmente la situazione sotto controllo:
```
IIIIVIIIIXIIIIVIIIIX...
```

oppure
```
IIIIVIIIIXIIIIXVIIIIXXIIIIXXVIIIIXXXIIIIXXXVIIIIXXXX...
```

All'inizio il quinto trattino per essere differenziato veniva inclinato:
```
IIII\
```

oppure si aggiungeva un altro trattino a quello già esistente con diversi orientamenti
```
V Λ < > Y у  ecc.
```

Dopo altri 4 segni, comparirà un nuovo segno (graficamente equivalente a due 5 sovrapposti e speculari). Dopo altri 4 segni, altro V facilmente individuabile rispetto al primo V perché successivo al simbolo X, e così via.
In questo modo, chi conta discerne con uno sguardo insiemi di 50, 100 segni senza doverli contare a uno a uno. Nella tecnica primitiva di computo per intaglio, "39 manzi" era così descritto:
```
IIIIVIIIIXIIIIVIIIIXIIIIVIIIIXIIIIVIIII
    5    10   15   20   25   30   35  39
```

Tale notazione cardinale era molto scomoda perché, sebbene non ci costringa ad alcuna memorizzazione, ci espone fortemente alla confusione percettiva.
Dunque si passò alla notazione ordinale, dove il numero è una totalità che riassume in sé i momenti che l'hanno costituita, ha dunque in sé la memoria della sua autocostituzione.
Il fatto che la numerazione greco-latina sia derivata dalle tecniche della numerazione per intaglio è indirettamente provato dal fatto che altri popoli antichi, quali i Dalmati o i Germano-Scandinavi, siano pervenuti autonomamente ai principi della numerazione latina (es. il principio sottrattivo era presente pure presso gli Etruschi).
Anche dal punto di vista linguistico, in latino computo/conto è ratio. Ratio vuol dire rapporto, comparazione come per es. tra pecore e sassi. Pensare è rationem putare, dove putare significa fare una tacca, tagliare. Rationem putare è dunque istituire un rapporto con una cosa facendo una tacca sul legno.
Le notazioni numeriche romano-medievali invece erano più complicate e compromettevano l'effetto originario di economia dei simboli, tipico del principio additivo.
Il sistema, infatti, ricorrendo a più principi come quello sottrattivo, a più basi, più convenzioni, perse di coesione e finì per precludersi molte possibilità operative, risultando essere alla fine una regressione.